# غرينفورد (محطة مترو أنفاق لندن)
غرينفورد (بالإنجليزية: Greenford) هي إحدى محطات مترو أنفاق لندن الواقعة على خط سينترال (Central Line)، وتحديدًا في المنطقة (Zone) رقم 4. تم افتتاح المحطة في 1 أكتوبر 1904 كجزء من التوسع في شبكة مترو الأنفاق اللندني. في البداية كانت المحطة تعمل كجزء من خط فرعي يُعرف باسم "خط ستابلس" (Staples Line)، ولكن بعد ذلك تم دمجها في خط سينترال الحالي.
في 30 يونيو 1947، تم إغلاق المحطة مؤقتًا لأسباب تتعلق بالعمليات الهندسية وتوسيع الشبكة، لكن المحطة أعيد فتحها بعد ذلك لتصبح جزءًا أساسيًا من الخط الأحمر (Central Line) الذي يربط شرق لندن بغربها.

### أهمية المحطة
تعتبر محطة غرينفورد واحدة من المحطات المهمة التي تخدم منطقة غرينفورد في غرب لندن، وهي ترتبط جيدًا مع وسائل النقل الأخرى مثل الحافلات وقطارات القطار الوطني. المحطة تُعد مركزًا محوريًا للمسافرين الذين يسافرون إلى مناطق مثل هارلو و إيستبورن، كما أنها تخدم العديد من المناطق السكنية والتجارية.

### التحديث والتطوير
خضعت محطة غرينفورد لتحديثات وتجديدات عديدة على مر السنين، بما في ذلك تحسينات في البنية التحتية والأنظمة الإلكترونية، وذلك لتلبية احتياجات الركاب المتزايدة. كما أن المحطة تُعد جزءًا من خطط تحسين شبكة مترو الأنفاق في لندن لتقديم خدمة أكثر كفاءة.